# ألف يد ويد (فلم)
ألف يد ويد فيلم مغربي من إنتاج سنة 1972 يعتبر التجربة الإخراجية الأولى لسهيل بنبركة، عالج فيها بطريقة فنية وفكرية مشكلة اليد العاملة بالمغرب التي يتم استغلالها بوحشية من طرف قطاع الصناعة التقليدية، و عنوان الفيلم يلخص كل شيء فألف يد تعمل ويد واحدة فقط تستفيد.

## ملخص الفيلم
يعيش موحى الرجل العجوز بمدينة مراكش حيث يمتهن صباغة الصوف صحبة ابنه ميلود. يقومان بنقل اكوام من خيوط الصوف المعدة لنسج الزرابي التي تصدر إلى الخارج. يظهر الفيلم المعاناة المهنية التي يعيشها كل العاملين نساء رجال وأطفال بهذا القطاع.

## روابط خارجية
- مقالات تستعمل روابط فنية بلا صلة مع ويكي بيانات